# Drumul ascuns
Drumul ascuns este un roman scris de Hortensia Papadat-Bengescu și publicat pentru prima oară în anul 1932 de către Editura Naționala S. Ciornei din București.
Romanul urmărește destinul principalelor personaje din Fecioarele despletite (1925) și Concert din muzică de Bach (1927), fiind cel de-al treilea volum din Ciclul Hallipilor, numit astfel după familia ai cărei reprezentanți se află în centrul acțiunii. Următoarele romane ale ciclului sunt Rădăcini (1938) și Străina (roman scris între 1942 și 1955, considerat pierdut, recuperat și publicat de Fundația Națională pentru Știință și Artă a Academiei Române în anul 2013, la 58 de ani după moartea scriitoarei).
Acest roman prezintă etapele riguros calculate prin care frumoasa și înfumurata Coca-Aimée, fiica cea mică a Lenorei și a lui Doru Hallipa, începe să se impună în înalta societate a Bucureștilor. Locul principal al acțiunii îl constituie sanatoriul doctorului Walter, un refugiu final luxos în care mor în taină cocheta Lenora (de cancer) și industriașul Drăgănescu (de o boală de inimă).

## Rezumat
Ambițios și dornic de a parveni, tânărul medic Marcel Walter acceptase cu mai mulți ani în urmă să devină amantul bătrânei și obezei Salema Efraim, văduva bogată a unui bancher levantin, moștenind la moartea acesteia întreaga ei avere. El organizase în palatul Barodin de pe Șoseaua Kiseleff un sanatoriu de lux pentru tratarea bolilor interne și nervoase ale noilor îmbogățiți. Dezgustat de propriul compromis moral, medicul își suprimă orice pornire sufletească și se căsătorește cu o pacientă (Lenora, fosta soție a moșierului Doru Hallipa, ce se internase acolo în urma unei crize nervoase) într-o încercare de a-și ascunde trecutul rușinos și de a-și reabilita numele. El o cheamă de la Viena pe fiica sa vitregă, Coca-Aimée, din dorința de a-i oferi un sprijin sufletesc apaticei sale soții.
Coca-Aimée este o femeie foarte frumoasă și înfumurată, ce începe să domine în casa Walter, smulgând concesie după concesie atât mamei sale, cât mai ales tatălui său vitreg. Ea schimbă obiceiurile casei, dorind să transforme palatul Barodin într-un centru al vieții mondene bucureștene. După ce opune inițial o ușoară rezistență, medicul Walter cedează în fața pretențiilor tot mai mari ale fiicei sale vitrege, fiind atras de societatea mondenă frecventată de fosta elevă a pensionului vienez. Palatul Barodin devine un spațiu preferat pentru organizarea evenimentelor mondene, iar Aimée îl cunoaște astfel pe unchiul ei, Lică Trubadurul, față de care simte o fascinație de natură senzuală.
În același timp, îndrăgostită de muzicianul Marcian și nemulțumită de lipsa de înțelegere a propriului soț, Elena Hallipa-Drăgănescu (fiica mai mare a Lenorei) plecase de mai multe luni în Elveția cu fiul și cu guvernanta, urmând o cură medicală la Bex și mutându-se apoi la Vevey, Montreux și Geneva pentru a fi mai aproape de amant. Ea îi trimite soțului o scrisoare în care îi cere să fie de acord cu divorțul, dar Drăgănescu o ignoră. Starea de sănătate a industriașului se deteriorează, iar în urma unui consult medical efectuat de dr. Walter află că are o boală de inimă destul de veche. Zbuciumul său sufletesc îi provoacă primele crize cardiace. După ce încearcă zadarnic să-și salveze căsnicia, deplasându-se în Elveția, George Drăgănescu moare la întoarcerea în țară în același sanatoriu.
După ce-și ascunsese mult timp starea de sănătate precară, Lenora începe să se simtă tot mai rău, iar analizele medicale relevă că suferă de cancer uterin într-un stadiu avansat. Boala se agravează rapid în ciuda operațiilor și a unui tratament cu radiu la Viena. Medicul Walter promite muribundei Lenora că se va îngriji de viitorul fiicei ei. Interesată superficial de boala mamei sale, Coca-Aimée simte că poziția sa în societate începe să se diminueze din cauza prestigiului de femeie inaccesibilă. După ce prietena Cora Persu încearcă inutil să o inițieze în lesbianism, iar unchiul Lică o respinge cu grosolănie, fata acceptă cu dezgust să-și sacrifice virginitatea cu Bubi Panu chiar în seara morții Lenorei.
Coca-Aimée preia locul mamei sale, urmând să se căsătorească cu medicul Walter în urma unor calcule meschine care excludeau dragostea. Ea se gândește că „legătura Lenorei cu Walter fusese un contract bun, care trecea asupra ei ca moștenitoare. Sentimentele ei erau calme și limpezi, analiza lor chimică n-ar fi dovedit nimic dubios; numai etichetele lipite pe flacoanele convențiilor sociale erau acolo supărătoare și cereau precauțiuni”. Cele două personaje acceptă această uniune ca un mod de a conserva aparențele sociale: medicul se consideră un binefăcător care își respectă promisiunea făcută Lenorei, fără a se angaja sufletește în vreun fel, în timp ce Coca-Aimée își păstrează poziția în societate și stăpânirea asupra averii. 

## Structură
Romanul este împărțit în 27 de capitole fără titluri, grupate în cinci părți după cum urmează: partea întâia - cu 7 capitole, partea a doua - cu 5 capitole, partea a treia - cu 4 capitole, partea a patra - cu 5 capitole și partea a cincea - cu 6 capitole. Capitolele sunt numerotate cu cifre romane (de la I la XXVII) și nu țin cont de împărțirea romanului în cele cinci părți.

## Personaje
- Lenora - fiica unui „accizar” (funcționar fiscal) din Mizil, văduva lt. Paulici, fosta soție a lui Doru Hallipa și actuala soție a medicului Walter, mama Elenei Drăgănescu, a Cocăi-Aimée și a Mikăi-Lé; o femeie cochetă și superficială
- dr. Marcel Walter - medic psihiatru de origine germană, proprietarul sanatoriului „Walter” și soțul Lenorei; fost intern în clinica particulară a marelui chirurg Proda, a devenit amantul bătrânei Salema Efraim (văduva bancherului Efraim), moștenindu-i averea; un individ rece și singuratic, interesat doar de profesia sa
- Coca-Aimée - cea de-a doua fiică a Lenorei și a lui Doru Hallipa, considerată ca fiind „cea mai frumoasă fată din București”;[8] a învățat la un pension vienez, fiind luată apoi în întreținere de soții Walter; o femeie frumoasă, narcisistă și înfumurată
- Elena Hallipa-Drăgănescu - fiica cea mare a Lenorei și a lui Doru Hallipa, soția industriașului George Drăgănescu
- George Drăgănescu - industriaș milionar provenit dintr-o familie de cârciumari, proprietarul a mai multor fabrici și director al unei bănci, deputat, trăiește în umbra soției sale căreia îi datorează prestigiul social
- Victor Marcian - muzician de talie europeană, amantul Elenei Drăgănescu
- Ada Razu - unica moștenitoare a celei mai mari fabrici de făină din țară, văduva prințului Maxențiu și soția lui Lică Trubadurul
- Vasile (Lică) Petrescu poreclit Trubadurul - fost plutonier-major de cavalerie, fratele Lenorei și verișorul Linei, soțul prințesei Ada Razu; a candidat de mai multe ori fără succes pentru postul de deputat de Fălciu
- Nory Baldovin - fiica boierului Baldovin dintr-o relație extraconjugală cu fata administratorului de moșie, confidenta Elenei Drăgănescu
- Hilda Gert - prietena Cocăi-Aimée, cu care fusese colegă la pensionul vienez; fiica unui consilier tehnic austriac și a unei foste cântărețe de operă; locuiește la Sals am Thale
- Minetta și Cora Persu - foste colege de pension ale Cocăi-Aimée; surori cu o reputație mondenă prea liberală
- Bubi Panu - directorul unui club auto, membru al „Sport Club”
- dr. Pejan - medicul secund al sanatoriului Walter, tânăr și competent
- Mika-Lé - fiica Lenorei Hallipa dintr-o relație extraconjugală cu un zidar italian, sora vitregă a Elenei Drăgănescu, poartă numele mamei sale
- Tana - sora mai mare a lui George Drăgănescu, văduvă, locuiește într-o aripă a fostului depozit din strada Apolodor
- Paul - tânăr grădinar al familiei Walter, apoi șofer
- Ghighi - fiul Elenei și al lui George Drăgănescu

## Scrierea și publicarea romanului
Integrarea Hortensiei Papadat-Bengescu în cenaclul literar „Sburătorul” organizat de criticul Eugen Lovinescu în primii ani de după Primul Război Mondial a determinat o evoluție a prozei sale de la nuvelele cu substrat psihologic scrise într-un mod stângaci la romanele cu specific citadin, mult mai obiective. Acestui cenaclu i se datorează într-o mare măsură înflorirea romanului românesc citadin prin promovarea scrierilor lui Camil Petrescu și Hortensia Papadat-Bengescu.
Romanul Fecioarele despletite, publicat în anul 1925, i-a adus scriitoarei un anumit grad de notorietate și a marcat inițierea unui ciclu romanesc cunoscut drept „ciclul Hallipilor”. Cartea relata o serie de întâmplări referitoare la un grup de personaje din familia Hallipa, avându-i în prim-plan pe soții Lenora și Doru Hallipa și pe descendenții lor. 
După cum precizează scriitoarea în autobiografia sa, ciclul Hallipa nu a fost conceput după un plan elaborat în prealabil, ci s-a format ca și ciclul Comăneștenilor al lui Duiliu Zamfirescu prin „sciziparitate literară” din dorința de a prezenta în detaliu o serie de întâmplări legate de familia Hallipa. Lipsa unui plan prealabil determină existența unor neconcordanțe în plan cronologic; astfel personajul Doru Hallipa, despre care se afirmă în Drumul ascuns că ar fi murit, apare viu în Rădăcini, roman cu o acțiune ulterioară.
Cel de-al doilea roman al ciclului, Concert din muzică de Bach (1927), prezintă întâmplările prin care trec descendenții Lenorei și ai lui Doru Hallipa, precum și personajele apropiate lor. Romanul evidențiază prestanța mondenă a Elenei Hallipa-Drăgănescu (fiica cea mai mare a Lenorei), care patronează un concert din muzică de Bach la care sunt invitați oameni din înalta societate a Bucureștilor.
După o perioadă de pauză, Hortensia Papadat-Bengescu scrie o altă continuare a primului roman, insistând de această dată asupra căsniciei Lenorei cu medicul Walter și a încercărilor frumoasei Coca-Aimée (fiica cea mică a Lenorei și a lui Doru Hallipa) de a se impune în înalta societate a Bucureștilor. Personajele principale ale acestui roman fuseseră abia amintite în romanul anterior, unde avuseseră o pondere nesemnificativă. Romanul Drumul ascuns a fost publicat pentru prima oară în anul 1932 de către Editura Naționala S. Ciornei din București.

## Analiză literară
Volumele ciclului Hallipilor au o oarecare independență între ele, acțiunea fiind mutată de la un grup la altul. Menținerea obiectivității auctoriale se realizează în primele două volume prin folosirea unor personaje-reflector, martori ai evenimentelor relatate precum Mini și Nory.
Spre deosebire de primele două volume ale ciclului, Drumul ascuns renunță la personajele-reflector, cedând controlul naratorului omniscient care descrie și analizează faptele, pătrunzând în conștiința personajelor. Subiectul romanului îl reprezintă organizarea burgheziei românești sub formă de clasă socială și descrierea relațiilor convenționale care se stabilesc între membrii ei sau mai pe scurt „mondenitatea pură”.
Burghezia în formare, descrisă în primele două romane ale ciclului, capătă în acest roman tot mai mult aspectul unei caste, personajele fiind tot mai conștiente de rolul superior pe care-l au în societate. Născute în bogăție, noile generații au înlocuit impulsivitatea naturală cu eticheta; comportarea personajelor este artificială, „un joc al aparențelor goale” (după cum îl denumește Nicolae Manolescu). Compromisul medicului Walter care a contribuit la îmbogățirea acestuia prin moștenirea unei bătrâne soții de bancher nu mai este privit ca un fapt rușinos ce trebuie ascuns, iar bătrâna și obeza Salema Efraim devine o „donatoare”, formulă convenabilă ce ascunde realitatea prozaică a relațiilor.
Personajele din Drumul ascuns se află într-un alt stadiu de evoluție al clasei sociale. Prima generație a familiilor din Fecioarele despletite avea origini umile: tatăl Lenorei era preceptor la Mizil, părinții lui George Drăgănescu erau niște cârciumari, în timp ce Efraim, soțul Salemei, purtase, atârnată cu un șnur de gât, o tablá cu fructe exotice înainte de a deschide o dugheană în Pireu. Ridicarea pe scara socială a familiei Hallipa și a altor familii este evocată fugitiv. Dacă cea de-a doua generație a familiilor (reprezentată de personaje precum Lenora, dr. Walter, George Drăgănescu sau Ada Razu) mai menține unele instincte umile tipice arivistului, cea de-a treia generație reprezentată de surorile Elena și Coca-Aimée s-a integrat în înalta societate și nu mai are nevoie să muncească, familia având deja un renume burghez și o avere consolidată.
Romanul analizează trei cazuri de conștiință:
- cazul doctorului Walter, care, dezgustat de propriul compromis sentimental, își blochează orice trăire sufletească („Walter nu mai era capabil să simtă farmecul feminin; sănătos, bogat și liber, femeile erau totuși un sex desființat de o experiență necruțătoare.”)[27] și încheie o căsătorie pentru a-și masca propriul trecut,
- cazul Lenorei, care este nevoită, din pudoare feminină, să-și ascundă boala degradantă de care suferea, agățându-se de un bărbat care să o protejeze („Lenora Hallipa, în dezastrul boalei ei de nervi și al văduviei, se azvârlise de gâtul lui Walter, fie printr-un gest instinctiv de apărare împotriva boalei și a văduviei, fie printr-un elan al temperamentului ei voluptuos.”)[28] și
- cazul Cocăi-Aimée, care, lipsită de sentimente, își desfășoară viața în plan social și urmărește să uzurpe rolul mamei sale pentru a deveni soția doctorului Walter și a dobândi astfel prestigiul dorit.

Scriitoarea nu insistă asupra acțiunii, încercând să analizeze resorturile psihologice care manevrează personajele. Majoritatea personajelor sunt apatice și lipsite de emoții autentice, ducând o viață jalonată de convenții sociale. Principalele activități ale personajelor (cu excepția medicului Walter, a industriașului Drăgănescu și a muzicianului Marcian - oameni ce au o meserie) sunt participarea la baluri, dineuri, plimbări cu automobilul, unele opere de binefacere și alte activități mondene. Relațiile dintre personajele sunt diplomatice, discuțiile despre divorț se poartă prin scrisori, iar emoțiile sunt mascate sub figuri impenetrabile. Boala este ascunsă cu discreție, în timp ce decesurile se petrec în taină.
Coca-Aimée este un produs perfect al acestei societăți: o snoabă dornică de a face impresie, care încearcă să ascundă tot ce nu-i convine. Dacă Lenora mai avea unele remușcări, iar Elena face un progres sentimental prin dragostea pentru Marcian, Coca-Aimée este lipsită aproape cu totul de sentimente, nesimțind nevoia de a iubi și de a fi iubită. O prietenă (Cora Persu) încearcă inutil să o inițieze în lesbianism, iar interpretarea greșită a virginității sale ca o virtute de către membrii destrăbălați ai unui club o determină să facă un sacrificiu. Personajul nu simte suferință nici la moartea mamei sale, scoțând doar un scâncet animalic: „Mamile!... Mamile a mea!”.
Singurul moment în care aceste ființe superficiale au trăiri omenești îl constituie doar boala. Constantin Ciopraga constata că aproape toate personajele Hortensiei Papadat-Bengescu sunt apăsate de morbiditate, de spaime și moarte, ca urmare a uscăciunii morale produse de distanțarea de natură. Ca și prințul Maxențiu în Concert din muzică de Bach, Lenora și George Drăgănescu își analizează propria boală, dezvăluind o sensibilitate greu de anticipat. Bolnavii din romanele Hortensiei Papadat-Bengescu simt nevoia să se izoleze de lume nu din egoism, ci pentru a-și păstra aparența socială. Societatea acceptă boala închipuită ca o formă de excentricitate (bolnavii închipuiți aruncă banii pe medicamente, așa cum snobii sănătoși îi aruncă pe caii de curse), dar se apără de boala reală care îi aduce spaima morții. Universul social trebuie să rămână unul steril, iar bolnavii reali trebuie să dispară. Dramele se desfășoară, potrivit criticului Eugen Lovinescu, „în aceeași gravă amplitudine ritmică și magistrală analiză”, autoarea notând evoluția progresivă a bolilor fizice și tulburărilor psihologice.
Observațiile realizate de autoare asupra manifestărilor exterioare ale bolilor au atras admirația medicului și publicistului Grigore Graur (1884-1969), absolvent al Facultății de Medicină din Viena, care a afirmat într-un articol publicat în 1932 în cotidianul bucureștean Adevĕrul că descrierea evoluției bolilor în romanul Drumul ascuns este „măiastră”. El analizează din punct de vedere medical agravarea bolii de inimă și moartea ulterioară a industriașului Drăgănescu cauzată de preocuparea sa de a-și salva căsnicia și o pune în legătură cu suprasolicitarea cardiacă a bărbaților cu vârsta cuprinsă între 50 și 55 de ani datorată faptului că aceștia nu conștientizează nevoia de a duce o viață liniștită și cumpătată și continuă excesele fizico-emoționale caracteristice tinereții.

## Teme principale

### Lipsa de tradiții și snobismul burgheziei românești
Romanul Hortensiei Papadat-Bengescu prezintă mai multe familii ce făceau parte din lumea mondenă a capitalei României. Personajele acestui roman sunt parveniți pătrunși în înalta societate care, neavând nicio tradiție aristocratică, mimează cu snobism bunele maniere. Originile acestor familii sunt umile: Lenora este fiica unui „accizar” (funcționar fiscal) din Mizil, Doru Hallipa provine dintr-o familie de arendași îmbogățiți, Ada Razu este poreclită „făinăreasa” deoarece averea adusă de întreprinderile de morărit ale tatălui ei au propulsat-o către blazonul princiar, industriașul milionar Drăgănescu este fiu de cârciumari.
Urmașii parveniților nu mai sunt preocupați de lupta pentru îmbogățire, deoarece ei sunt deja bogați, ci caută să-și consolideze poziția în societate, urmărind poziții politice sau organizând evenimente culturale exclusiviste. În acest sens, George Călinescu a observat că „un aspect caracteristic al acestei lumi este că indivizii nu sunt preocupați de bani decât la început, în momentul intrării în clasă. Toți sunt mai mult sau mai puțin bogați, dar aflați în afara oricărei griji materiale. Averea este unicul mediu în care pot pluti aceste ființe diafane. Energia nemaifiind îndreptată în sensul câștigării existenței, toate subiectele romanului balzacian sunt eludate. Aci n-aveam de-a face cu ambițioși politici, cu avari, cu speculanți, ci cu persoane preocupate de «ce zice lumea», ambiționând să dea serate, să fie primite la anumite recepții dificile, să reacționeze în toate momentele vieții, chiar cele mai grave, în modul cel mai distins”.
Personajele fac eforturi disperate de a trăi distins, cheltuind sume mari de bani pentru a ieși în evidență și a-și crea o imagine diferită de ceea ce sunt în realitate. Eforturile nu sunt ridicole ca la personajele lui I.L. Caragiale, deoarece personajele Hortensiei Papadat-Bengescu s-au deprins într-o anumită măsură cu stilul de viață luxos. Lipsa de cultură, imoralitatea și lipsa sentimentelor nu pot fi însă ascunse, ieșind la iveală în anumite momente. „Sufletul lor [acestor oameni - n.n.] e încă primitiv și grosier subt reflexe de aur și de purpur. Din civilizație ei n'au decât confortul”, observa criticul Mihai Ralea. Mediul uman descris de Hortensia Papadat-Bengescu aparține „unei burghezii de formație recentă, fără tradiții, fără morală, fără gust”, dar care cultivă luxul și dorește să constituie o elită.

### Dezumanizarea parveniților
Neavând tradiție, societatea burgheză descrisă de Hortensia Papadat-Bengescu duce un efort disperat de conservare, trăind în umbra trecutului infam. Lupta înaintașilor pentru a-și depăși condiția umilă a determinat dezumanizarea lor, acesta fiind prețul plătit pentru ascensiunea pe scara socială. Urmașii lor au moștenit această stare de evoluție sufletească, ce va conduce în timp la dispariția neamurilor.
Personaj principal al romanului Drumul ascuns, medicul tânăr și sărac Walter s-a vândut bătrânei și obezei soție de bancher Salema Efraim pentru a avea posibilitatea de a-și realiza aspirațiile medicale. „El năzuise și se trudise până atunci pentru gloria științifică; acum, când se vindea, vrea cel puțin să cumpere firma aparentă a gloriei, reputația”. Medicul Walter poartă povara propriului compromis moral care l-a făcut să-și cenzureze orice pornire sufletească autentică. El se consideră un om imoral și se teme că lumea îl condamnă pentru ce a făcut. Se izolează tot mai mult de oameni și acceptă suferința sufletească ca un gest de ispășire a vinei sale. 
Obsedată de dorința de a-și crea o situație și de a se impune în înalta societate a Bucureștilor, Coca-Aimée intenționează să-i ia locul mamei sale și să se căsătorească cu tatăl vitreg; sufletul ei se usucă în întregime în tot acest proces, personajul văzând în orice femeie o posibilă rivală care ar putea să-i dea planurile peste cap.
Dezumanizarea personajelor determină stabilirea raporturilor umane în funcție de interese sociale, precum și de rapacitatea pentru avere. Căsătoriile sunt realizate nu din dragoste, ci din calcul. Căsnicia Elenei cu George Drăgănescu nu a inclus nici un moment dragostea, nici cea a medicului Walter cu Lenora și cu atât mai puțin cea viitoare între Walter și Coca-Aimée. Personajele au nevoie de stabilitate, de o poziție socială și acceptă căsătoriile aranjate pentru a se menține în cercul exclusivist. 
Observând lipsa de perspectivă a personajelor, criticul Mihai Ralea a constatat că opera literară a Hortensiei Papadat-Bengescu este stăpânită de o concepție radical-pesimistă asupra naturii umane. Scriitoarea a răspuns acestui reproș, afirmând într-un interviu publicat în revista Viața literară că personajele sale au în ele și o fărâmă de umanitate ce iese la iveală în clipele de nenorocire precum boala sau moartea. Portretele realizate sunt pline de realism, fiind lipsite de caricaturizare.

## Aprecieri critice
Literatura Hortensiei Papadat-Bengescu a fost apreciată de către membrii cenaclului literar „Sburătorul” nu pentru că zugrăvea lumea parveniților și snobismul protipendadei bucureștene, ci pentru că explora profunzimea psihologică a personajelor, acordând o mare atenție psihologiilor „morbide” și „ilogice”, „complexe”, „rafinate” și „intelectualizate” (după cum se exprima Eugen Lovinescu), precum și „valorilor sufletești eliberate de determinism social” și „saturate de analism” (potrivit lui Pompiliu Constantinescu). „Subtilă analistă, rafinată scriitoare, d-sa și-a ales ca domeniu personal high-life-ul, descriind cu fine nuanțe stările morale ale super-structurii sociale. Limitându-și investigația asupra unui teritoriu bine conturat, d-sa a suit în ultimii zece ani treptele unei frumoase cariere epice”, îi descria laudativ activitatea literară criticul Șerban Cioculescu.
Criticul Ov.S. Crohmălniceanu considera că romanele Hortensiei Papadat-Bengescu sunt precursoarele literaturii de analiză românești, excelând în sondarea adâncă a psihologiilor personajelor și explorând stările sufletești, sentimentele umane și procesele morale. Autoarea manifestă o curiozitate analitică morbidă, urmărind comportamentul bolnavilor precum studierea evoluției tuberculozei de către prințul Maxențiu sau descrierea obsesiilor psihopate ale profesorului Rim. Originalitatea romanelor Hortensiei Papadat-Bengescu derivă din prezentarea unui mediu citadin, din descrierea cu luciditate a iubirii feminine de la formele ei simple și rudimentare până la cele poetice și din analiza introspectivă a psihologiei personajelor.
Primele trei romane ale ciclului Hallipilor - Fecioarele despletite (1925), Concert din muzică de Bach (1927) și Drumul ascuns (1932) - sunt considerate de criticii literari drept cele mai reușite scrieri ale Hortensiei Papadat-Bengescu, având aceeași formulă stilistică. Ele concretizează un efort artistic întins pe durata a mai puțin de un deceniu, în care scriitoarea și-a folosit toate resursele literare. În opinia criticului Șerban Cioculescu, primele trei romane centrate în jurul familiei Hallipa au impus-o pe Hortensia Papadat-Bengescu ca o romancieră „de ascuțită luciditate, de pătrunzătoare intuiție a mediului urban, cu o deosebită priză în mobilele subconștientului”, oferindu-i „un loc de seamă în romanul nostru contemporan”. Ulterior, potrivit criticului Mihai Zamfir, „forța Hortensiei a scăzut brusc, iar scrisul ei nu a mai prezentat interesul de odinioară”.
Analizând opera literară a Hortensiei Papadat-Bengescu, criticul Silvian Iosifescu consideră că mai ales romanele Concert din muzică de Bach și Drumul ascuns au o „rigoare expresivă în compoziție” și o „echilibrare a diferitelor elemente” ca rezultat al unei perioade mai lungi de elaborare. Mihai Zamfir afirmă că romanul Concert din muzică de Bach atinge nivelul calitativ maxim al prozei Hortensiei Papadat-Bengescu, în timp ce „Drumul ascuns reia, în ton minor, Concertul…, fără a-i coborî prea mult nivelul”. Într-un studiu vast din perioada interbelică cu privire la romanul românesc, Șerban Cioculescu considera că Drumul ascuns este „un foarte important roman”.
Unii critici consideră că Drumul ascuns ar fi romanul care încheie adevăratul ciclu al Hallipilor, continuarea acțiunii nemaifiind necesară. „Între primele trei romane comunicarea este organică, universul lor imaginar rămâne omogen: e lumea Halipilor, cu coerența ei particulară ,cu «legile» mișcării ei interne, în care suntem inițiați de același «ochi», aceeași «voce». Spațiului unitar al ficțiunii îi răspunde o unitate de perspectivă”, afirma Nicolae Crețu.

## Traduceri
Romanul Drumul ascuns a fost tradus în mai multe limbi străine: maghiară (Kamarazene * Rejtett út, Európa, Budapesta, 1964; traducere de Éva Lendvay; volumul conține și traducerea romanului Concert din muzică de Bach) și engleză (The Hidden Way. A Critical Study, Ed. Scrisul Românesc, Craiova, 2007; traducere de Ileana-Alexandra Orlich).